# Eugen Biehler
Eugen Biehler (* 18. November 1902 in Böckingen; † 5. Mai 1942 im Konzentrationslager Ravensbrück) war ein kommunistischer Widerstandskämpfer im Nationalsozialismus. Er leistete wiederholt aktiven Widerstand in einigen NS-Oppositionsgruppen rund um Mannheim in den 1920er und 1930er Jahren bis zur Gefangennahme 1935.

## Leben
Eugen Biehler wurde am 18. November 1902 in Böckingen, bei Heilbronn, geboren. Im Jahr 1924 zog Biehler nach Mannheim, wo er als Maschinenformer in der Heinrich Lanz AG (heute: John Deere) arbeitete. 1927 heiratete er Katharina Fichter (geb. Zimmermann), die bereits zwei Kinder aus vorheriger Ehe mitbrachte. Eugen Biehler selbst blieb bis zu seinem Tod kinderlos. Die Familie wohnte im Mannheimer Stadtteil Neckarstadt-West.
Seit 1922 war Eugen Biehler Mitglied der Kommunistischen Partei Deutschlands (KPD). Zudem war er aktiv in der Internationalen Arbeiterhilfe (IAH), der Gruppe Gartenstadt, sowie im Roten Frontkämpferbund (RFB). Seine Mitgliedschaften innerhalb der Partei und den parteinahen Organisationen zeigen Biehlers Interesse an politischem Mitwirken.
Nach Beginn der Diktatur der Nationalsozialisten im Jahr 1933, wurde Eugen Biehler, vom Reichsgericht Leipzig, für seine Mitgliedschaft und seinen Beistand in der KPD zu einem Jahr und sechs Monaten Gefängnis verurteilt. Das Urteil berief sich auf „Vorbereitung zum Hochverrat“. Nach seiner Entlassung 1934 half er bei der Wiedererrichtung der illegalen Internationalen Arbeiterhilfe und trat der regionalen Widerstandsgruppe Gartenstadt bei. Hier verfasste Biehler mit anderen Teilnehmenden in einem Gartenhaus in Mannheim, trotz der Gefahr verhaftet zu werden, antifaschistische Flugblätter, um sie anschließend in der Bürgerschaft zu verteilen.

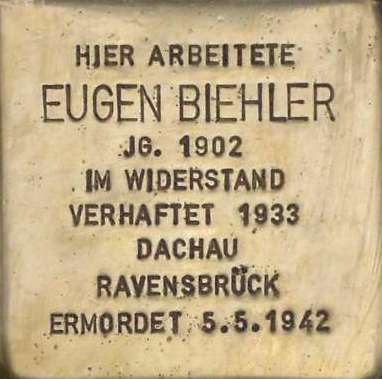
Stolperstein auf dem John Deere Gelände in Mannheim

Zwischen den Jahren 1935 und 1936 wurde das Widerstandsnetz Gartenstadt durch die Gestapo entdeckt und zerstört. Biehler wurde, neben anderen Widerstandskämpfern, zu fünf Jahren Zuchthaus verurteilt. 1940 wurde er in das Konzentrationslager Dachau deportiert. Am 5. Mai 1942 kam er im KZ Ravensbrück ums Leben. Bis zu seinem Tod lebte Eugen Biehler sechs Jahre und sechs Monate in Gefangenschaft.

## Ehrungen und Auszeichnungen
Im März 2009 wurde zum Gedenken an Eugen Biehler ein Stolperstein verlegt. Dieser befindet sich im Mannheimer Stadtteil Lindenhof, auf dem Betriebsgelände der John-Deere-Werke, welches damals der Heinrich Lanz AG gehörte. Hier war Biehler als Maschinenformer tätig.